# Adolf Abramowitsch Joffe

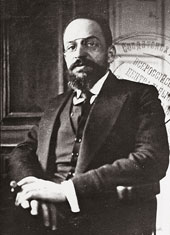
A. A. Joffe

Adolf Abramowitsch Joffe (russisch Адольф Абрамович Иоффе, * 10. Oktoberjul. / 22. Oktober 1883greg. in Simferopol; † 16. November 1927 in Moskau) war ein sowjetischer Revolutionär und Weggefährte Leo Trotzkis.

## Leben
Joffe stammte aus einer wohlhabenden jüdischen bzw. karäischen Familie. Sein Vater war Eigentümer des gesamten Post- und Personenverkehrsnetzes auf der Krim, besaß ein Haus in Moskau und stand in engen Beziehungen zum russischen Politiker und zeitweiligen Regierungschef Sergei Witte.
Joffe war schon früh in revolutionäre Aktivitäten involviert. Mit 19 Jahren wurde er Mitglied der SDAPR. Nach dem Abschluss des Gymnasiums reiste er nach Berlin, wo er sich an der Medizinischen Fakultät der Friedrich-Wilhelms-Universität immatrikulieren ließ. Dort lernte er den österreichischen Psychiater Alfred Adler kennen, von dem er später in Wien psychoanalytisch behandelt wurde, und interessierte sich für die Lehren Freuds. 1905 kehrte er nach Russland zurück und nahm an der Revolution teil. Nach ihrer Zerschlagung durch die zaristische Regierung ging er ins Exil nach Deutschland, von wo er als „unerwünschte Person“ verwiesen wurde und dann nach Österreich. 1908 schloss er in Wien seine Ausbildung als Arzt ab. Dort lernte er Leo Trotzki kennen, dessen Freund und Weggefährte er wurde. Gemeinsam gaben sie von 1906 bis 1912 die russischsprachige Zeitung Prawda (Wahrheit) heraus, die nicht mit dem späteren Leitorgan der Kommunistischen Partei der Sowjetunion zu verwechseln ist. Im Jahr 1912 wurde er während eines Russlandaufenthaltes in Odessa verhaftet und in das Gouvernement Tobolsk verbannt. 1913 wurde seine Beteiligung an der Tätigkeit der illegalen Organisation der Matrosen der Schwarzmeerflotte in den frühen Jahren bekannt. Er wurde wieder verhaftet, kam nach Odessa, wo er 1916 nach einem Prozess zur lebenslangen Verbannung nach Sibirien verurteilt wurde. Dort betätigte er sich als Dorfarzt.
1917 floh Joffe aus Sibirien und wirkte an der Vorbereitung der Oktoberrevolution mit, indem er Mitglied im sogenannten „kleinen Zentralkomitee“ der Bolschewiki wurde, dessen Aufgabe unter anderem die Planung des bewaffneten Aufstandes in Petrograd und Moskau war. Vom 19. August 1917 bis 8. März 1918 war Joffe einer der ersten Sekretäre des ZK der SDAPR(b) und gleichzeitig Kandidat des ZK der SDAPR und später der RKP(b).
Joffe war von November 1917 bis Januar 1918 Leiter der sowjetischen Delegation bei den Friedensverhandlungen in Brest-Litowsk, bevor er durch Trotzki abgelöst wurde. Nach Trotzkis Ernennung zum Volkskommissar für Kriegswesen ersetzte er diesen kurzzeitig als Volkskommissar des Äußeren. Im April 1918 wurde er zum sowjetrussischen Vertreter (Botschafter) in Deutschland ernannt, wo er mit dem künftigen Leiter der sowjetischen Geheimpolizei OGPU, Wjatscheslaw Menschinski, zusammenarbeitete. Anfang November wurde Joffe gemeinsam mit dem ganzen sowjetrussischen Botschaftspersonal nach Anschuldigung der Vorbereitung eines Aufstands und der subversiven Tätigkeit ausgewiesen.

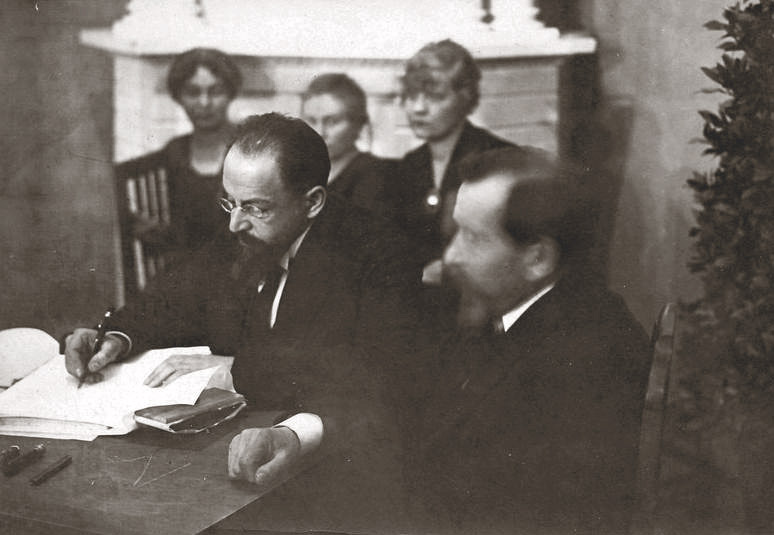
Joffe unterschreibt Frieden von Dorpat

Am 2. Februar 1920 unterzeichnete er den Frieden von Dorpat zwischen Estland und Sowjetrussland.
Im Jahre 1920 vertrat er die sowjetrussische Seite beim Frieden von Riga, der zur Anerkennung Lettlands durch die RSFSR führte. 1922 war er Teilnehmer der sowjetrussischen Delegation bei der Konferenz von Genua und war am Zustandekommen des Vertrags von Rapallo beteiligt. In den Jahren 1922 bis 1924 war er Botschafter in China, führte mehrere Verhandlungen auch in Tokio, wo er den Wunsch äußerte, einen japanischen Garten als Geschenk für Lenin nach Moskau mitzunehmen. Die Krankheit Lenins vereitelte jedoch diesen Plan. In Japan erkrankte Joffe schwer und musste die Verhandlungen abbrechen. Er kehrte zur Behandlung nach Sowjetrussland zurück, und nachdem sich sein Gesundheitszustand verbessert hatte, ging er für kurze Zeit zuerst nach Großbritannien und danach als Botschafter nach Österreich. Der Tod Lenins war für Joffe ein schwerer Schlag. Nach den Worten seiner Tochter sah sie ihn damals zum ersten und letzten Mal in ihrem Leben weinend. 1926 verschlechterte sich sein Gesundheitszustand so sehr, dass er von seinen Aufgaben zurücktreten musste.
Er arbeitete im Staatskomitee für Konzessionsangelegenheiten und lehrte an der Moskauer Staatsuniversität am Lehrstuhl für internationale Beziehungen. Er verfasste mehrere Bücher über die Außenpolitik Sowjetrusslands. Joffe blieb ein loyaler Anhänger Leo Trotzkis und verübte nach dessen Machtverlust und Ausschluss aus der KPdSU als Zeichen des Protestes am 16. November 1927 Suizid. Die Grabstätte Joffes wurde während der Stalinistischen Säuberungen zerstört und erst 1956 von seiner Tochter wiedererrichtet.

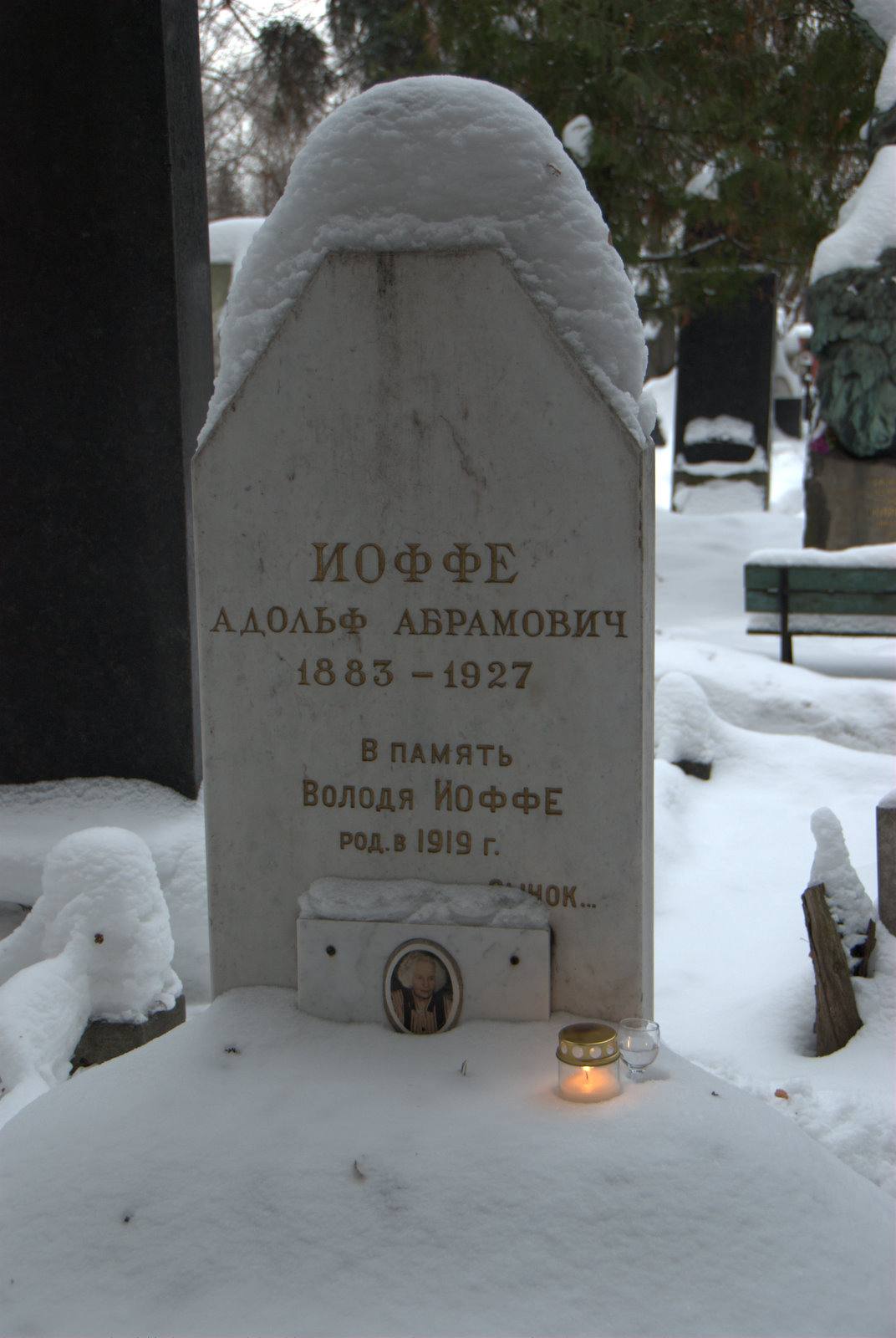
Grab auf dem Friedhof des Neuen Jungfrauenklosters

Joffes Tochter Nadeschda Joffe (1906–1999) überlebte die stalinistischen Säuberungen und verfasste einen in den 1990er Jahren veröffentlichten Bericht über ihr eigenes Schicksal und das ihres Vaters.